# Staffan Näsström
Pär Staffan Näsström, född 27 februari 1943 i Dorotea församling i Västerbottens län, är en svensk ingenjör.

## Biografi
Näsström avlade studentexamen 1963. Han avlade officersexamen vid Krigsflygskolan 1964 och civilingenjörsexamen vid Kungliga Tekniska högskolan i Stockholm 1968. Han var flygunderingenjör vid Östgöta flygflottilj 1968–1969 och systemingenjör vid Kalmar flygflottilj 1969–1972. År 1972 utnämndes han till flygdirektör av första graden, varefter han var sektionschef vid Försvarets materielverk (FMV) 1972–1978. Han erhöll majors tjänsteklass 1974 och överstelöjtnants tjänsteklass 1976. Han var teknisk chef vid Jämtlands flygflottilj 1978–1983. Åren 1983–2006 var han verksam vid FMV: som chef för Driftbyrån i Underhållsavdelningen 1983–1989, som överingenjör och chef för Flygplansbyrån i Flygplansavdelningen 1989–1991, som biträdande chef för Flygplansavdelningen 1991–1992, chef för Flygplansavdelningen 1992–1994, som chef för Flygmaterielledningen 1994–1996, som chef för Division Flygmateriel 1996–1999, som chef för Systemledningen 2000–2004 och som chef för Operativ verksledning Produktion 2004–2006. Under denna tid blev han överste i Flygingenjörkåren 1984, överste av första graden 1993 och generalmajor 1994. Han var rådgivare åt Försvarsdepartementet 2006–2008.
Staffan Näsström invaldes 1995 som ledamot av Kungliga Krigsvetenskapsakademien och 2002 som ledamot av Kungliga Ingenjörsvetenskapsakademien.